# Gerhard Rühm

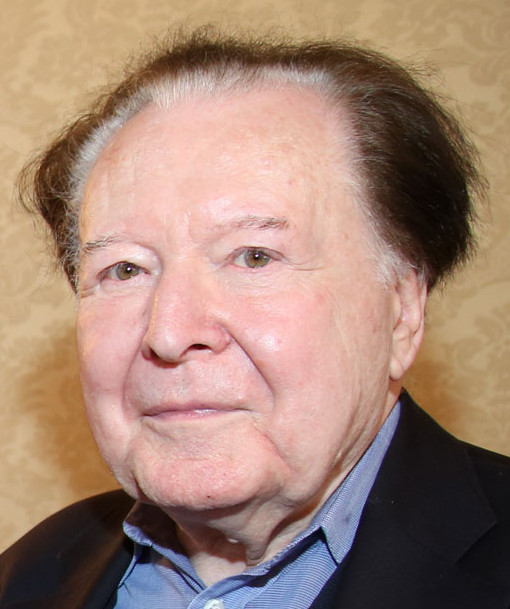
Gerhard Rühm

Gerhard Rühm (ur. 12 lutego 1930 w Wiedniu) – austriacki pisarz, kompozytor, rysownik. Członek tzw. Grupy Wiedeńskiej; wykładał w Wyższej Szkole Sztuk Pięknych w Hamburgu, mieszka w Wiedniu i w Kolonii. W roku 1991 otrzymał Wielką Austriacką Nagrodę Państwową w dziedzinie literatury.